# Salbertrand
Salbertrand (piemonti nyelven Salbertrand, okszitán nyelven Salbelträn) egy község Olaszországban, Torino megyében.

## Elhelyezkedése

Salbertrand község Torino megye térképén

Salbertrand a Susa-völgyben található, és a Susa- és Sangone-völgyi Hegyi Közösség részét képezi. A Salbertranddal határos települések: Exilles, Oulxés Pragelato.

## Fordítás
- Ez a szócikk részben vagy egészben  a   Salbertrand című olasz Wikipédia-szócikk fordításán alapul.  Az eredeti cikk szerkesztőit annak laptörténete sorolja fel. Ez a jelzés csupán a megfogalmazás eredetét és a szerzői jogokat jelzi, nem szolgál a cikkben szereplő információk forrásmegjelöléseként.